# Carpi
Carpi es una ciudad italiana de 71.000 habitantes en la provincia de Módena, perteneciente a la región de Emilia-Romaña (norte de Italia). Es un centro dedicado a las actividades industriales y artesanales y los intercambios culturales y comerciales.

## Historia
El nombre de Carpi deriva de carpinus betulus, un árbol particularmente extendido en la época medieval en la región del valle del Po. En tiempos prehistóricos fue un asentamiento de la Cultura de Villanova.
La fundación por el rey lombardo Astolfo de la iglesia de Santa María en el castillo (Castrum Carpi), en el 752, fue el primer paso en el actual asentamiento de la ciudad. De 1319 a 1525 fue gobernada por la familia Pio, de quien fue adquirido por los Este, como parte del Ducado de Módena.
La ciudad recibió una Medalla de Plata al Valor Militar, debido a su participación en la resistencia contra la ocupación alemana durante la Segunda Guerra Mundial.

## Lugares de interés
Carpi se distingue por su gran plaza renacentista, la más grande de la región. Está flanqueada por un pórtico con 52 columnas. Otros sitios notables son:
- Ayuntamiento (Palazzo dei Pio): antiguo castillo de la familia Pio. Se incluyen los componentes de diferentes épocas, como la torre de Passerino Bonaccolsi, la fachada renacentista, la torre de Galasso Pio y la torre del reloj, del siglo XVII. Incluye una capilla decorada con frescos de Bernardino Loschi y Vincenzo Catena.
- Catedral: diseñada por Baldassarre Peruzzi, cuyos dibujos se encuentran en el Gabinetto dei Disegni e Stampe de los Uffizi, en Florencia, y documentan el contacto de Peruzzi con Leonardo da Vinci.[4] La construcción comenzó en 1514, el diseño cambió con la fachada barroca (finalizada en 1701) y la cúpula (finalizada en 1774).
- Iglesia de Santa Maria in Castello o La Sagra: nuevo diseño de Baldassarre Peruzzi (1514).

## Demografía
| Gráfica de evolución demográfica de Carpi entre 1861 y 2001 |
|                                                             |
| Fuente ISTAT - elaboración gráfica de Wikipedia             |

## Deportes
El Carpi FC 1909 es el club de fútbol local. Compite en el tercer nivel del fútbol nacional, la Serie C. Su estadio es el Sandro Cabassi con un aforo mayor a 4.000 espectadores.